# Liên minh Đoàn kết Đài Loan
Đài Loan Đoàn kết Liên minh (Taiwan Solidarity Union; tiếng Trung: 台灣團結聯盟; bính âm: Táiwān Tuánjié Liánméng; Bạch thoại tự: Tâi-oân Thoân-kiat Liân-bêng) là một đảng chính trị chủ trương tự do xã hội. Đảng này được chính thức thành lập ngày 12 tháng 8 năm 2001 và được xem là thuộc Liên minh Toàn Lục. Không giống như Dân chủ Tiến bộ Đảng, là đảng lớn hơn trong Liên minh Toàn Lục, đảng này ủng hộ chiến dịch Đài Loan Cộng hòa quốc de jure. Tương lai của đảng này mơ hồ sau cuộc bầu cử tổng thống Đài Loan năm 2016 vì Đảng không đảm bảo đủ số phiếu để đủ điều kiện để được cấp ngân sách nhà nước.
Đảng này chiếm khá ít trong Quốc hội và hội đồng lập pháp với mục tiêu gắn kết ngưới dân Đài Loan lại với nhau nhằm bảo vệ quốc gia, ưu tiên phát triển đời sống người dân, thực thi nhân quyền, vì dân phục vụ. Đây còn là Đảng lãnh đạo trong các cuộc cách mạng kêu gọi tuổi trẻ phía Trung Hoa Dân Quốc(Đài Loan) chống lại sự đàn áp của chính quyền Trung Quốc đang cố tình hủy hoại tự do dân chủ ở Đài Loan.